# Radolina (gromada)
Radolina – dawna gromada, czyli najmniejsza jednostka podziału terytorialnego Polskiej Rzeczypospolitej Ludowej w latach 1954–1972.
Gromady, z gromadzkimi radami narodowymi (GRN) jako organami władzy najniższego stopnia na wsi, funkcjonowały od reformy reorganizującej administrację wiejską przeprowadzonej jesienią 1954 do momentu ich zniesienia z dniem 1 stycznia 1973, tym samym wypierając organizację gminną w latach 1954–1972.
Gromadę Radolina z siedzibą GRN w Radolinie utworzono – jako jedną z 8759 gromad na obszarze Polski – w powiecie konińskim w woj. poznańskim, na mocy uchwały nr 25/54 WRN w Poznaniu z dnia 5 października 1954. W skład jednostki weszły obszary dotychczasowych gromad Bobrowo, Radolina i Sługocinek oraz miejscowości Barbarka (wieś), Barbarka (kolonia) i Chrósty z dotychczasowej gromady Barbarka ze zniesionej gminy Golina, a także obszar dotychczasowej gromady Sługocin ze zniesionej gminy Lądek – w tymże powiecie. Dla gromady ustalono 15 członków gromadzkiej rady narodowej.
1 stycznia 1958 z gromady Radolina wyłączono wieś i kolonię Sługocin, włączając je do gromady Lądek w powiecie słupeckim w tymże województwie, po czym gromadę Radolina zniesiono, a jej (pozostały) obszar włączono do gromady Golina w tymże powiecie.